# ويليكيس (أنتيغوا وبربودا)
ويليكيس (بالإنجليزية: Willikies) هي بلدة في أبرشية سانت فيليب. تقع البلدة شرقي جزيرة أنتيغوا التابعة لأنتيغوا وبربودا.

## الجغرافيا
تقع ويليكيس قبالة خليج نونسوتش، إلى الشرق من سيتون ورأس إنديانتاون.